# Fort Galle
Fort Galle was een factorij in Galle in het zuiden van Sri Lanka. Fort Galle was een versterkte handelsnederzetting van de Vereenigde Oostindische Compagnie waar kooplieden en soldaten tijdelijk verbleven. Het fort met de vestingwerken maakt deel uit van het werelderfgoed.

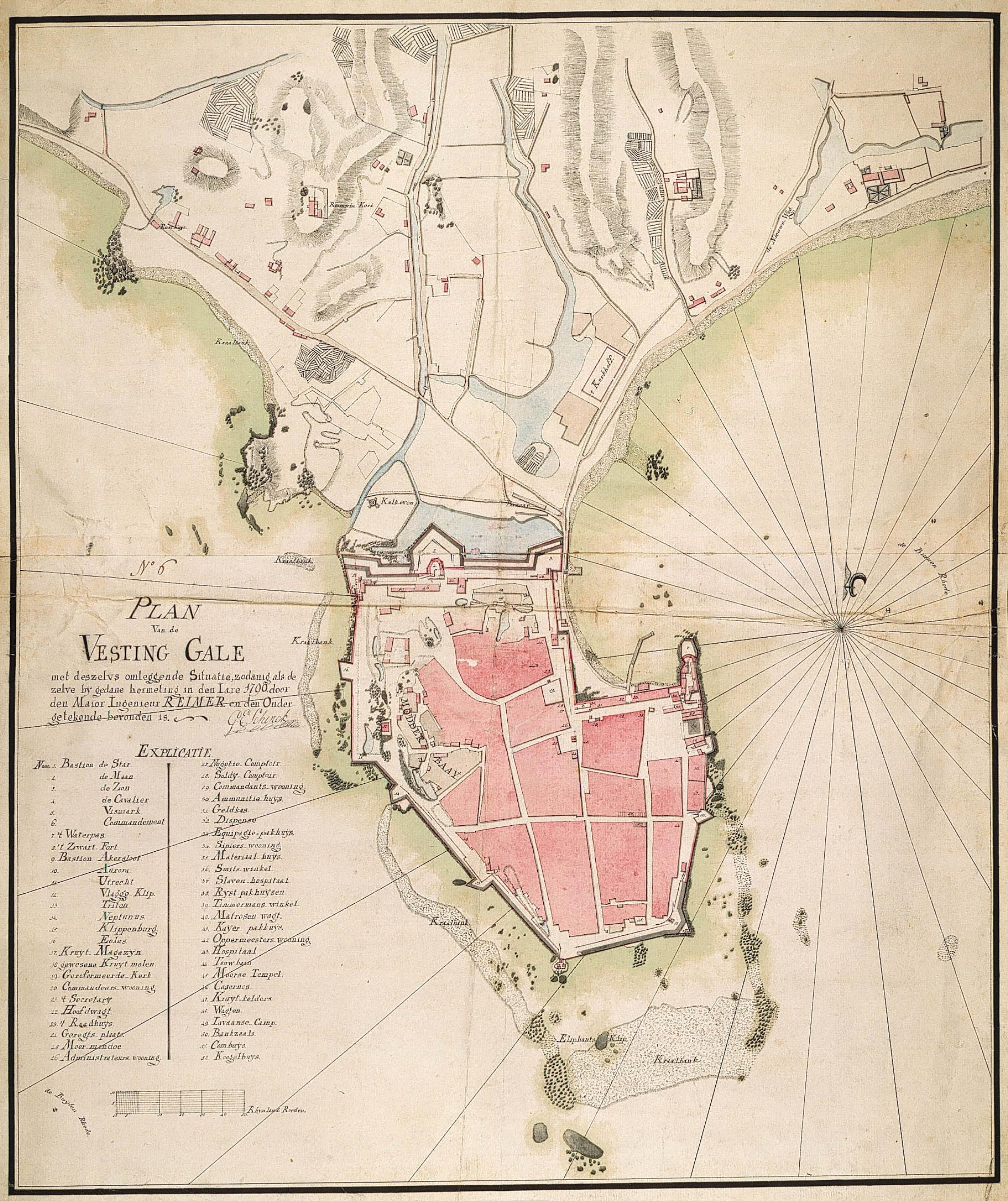
Plattegrond van Galle Fort in 1790

Het fort staat op een vlak, rotsachtig uitsteeksel omringd met klippen op de zuidwestelijke hoek van Ceylon, slechts verbonden met de rest van het eiland door een smalle strook land. De Portugezen hadden hier in de 16de eeuw een muur met drie kleine bastions en twee poorten gebouwd die het schiereiland afsloot. Achter de muur bevond zich een stadje rond een kleine, halfronde natuurlijke haven met een fortje genaamd Fortaleza Santa Cruz. De zeezijde was verder niet beschermd.
In 1640 werd het veroverd door de Nederlanders, en werd de muur aanzienlijk versterkt tot een massief vestingwerk van meer dan 100 meter dik, zonder poorten en met drie zware pijlvormige bastions. Het Portugese bastion St. Jago werd het Zon bastion, St. Antonio werd Ster en het middelste bastion, Conceycao, werd Maan. Het fortaleza werd het Zwart bastion, of ook wel Zwarte Fort. Er tussen, rondom de haven, kwam een muur en in 1669 een nieuwe toegangspoort, waarop het wapen van de VOC werd aangebracht. Een paar jaar later werd deze opgenomen in een groot pakhuis dat een deel van de muur verving. Door de strook land aan de noordkant kwam een brede gracht, zodat de toegang tot het fort alleen nog bestond uit een weg langs de baai met aan beide kanten water. De weg liep langs het Zon bastion en de haven en kwam uit bij de poort.

Aan de zeezijde werd de vesting ook steeds verder uitgebreid met muren en kleine bastions, te beginnen met Akersloot en Aeolus, en later Klippenburg, Aurora, Vlaggeklip en Utrecht. Begin 18de eeuw werd het middelste bastion aan de landzijde, Maan, nog groter gemaakt en werden aan de westzijde de bastions Triton en Neptunus toegevoegd. Al deze werken bestaan nu nog, zij het in enigszins afgebrokkelde staat. Alle borstweringen zijn in de Britse tijd verwijderd om erop geplaatste kanonnen te kunnen laten draaien.

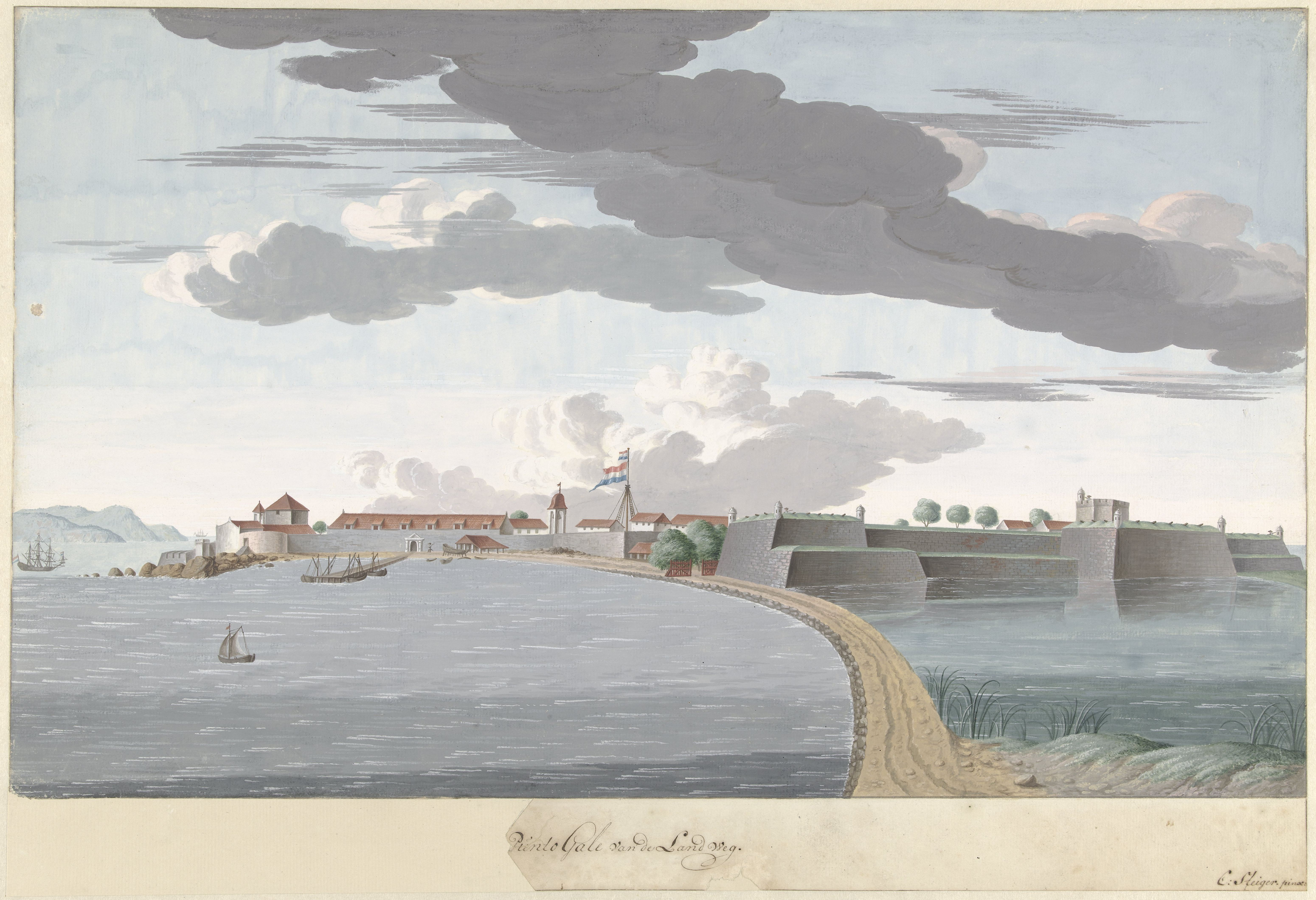
Galle rond 1710, gezien vanaf de landzijde, met aan de linkerhand de haven. De weg loopt langs Zon bastion naar de poort, met Zwart bastion uiterst links.

Zowel de muur als de bastions aan de zeezijde zijn veel minder sterk dan die aan de landzijde, omdat een aanval door houten zeilschepen vanuit zee veel gemakkelijker met kanonsvuur was af te slaan dan een aanval over land. De zee kon als natuurlijk verdedigingswerk worden gerekend. Met al deze uitbreidingen was het fort bijna even groot als dat van Colombo.
Binnen de muren groeide een koloniaal stadje, met een rechthoekig stratenpatroon, administratieve gebouwen, pakhuizen, kerkjes, woonhuizen, kazernegebouwen, een ziekenhuis en vanaf 1755 de Grote Kerk.
In 1796, toen Nederland door de Fransen was bezet, werd Galle, net als veel andere Nederlandse koloniale bezittingen, door de Britten overgenomen. Ze verplaatsten direct het VOC wapen op de poort naar de binnenkant, terwijl aan de buitenkant het Britse wapen met de leeuw en de eenhoorn werd aangebracht. In later tijden werd de strook land aan de voorzijde drooggelegd en werd een weg van het vasteland door een nieuwe poort geleid die dwars door de muur tussen het Zon en het Maan bastion geslagen werd. Op het Maan bastion werd in 1883 een klokkentoren gebouwd, net zoals men deed op andere Nederlandse forten zoals Matara en Negombo. Uit de Britse tijd dateren verder enkele grotere gebouwen, zoals de All Saints Church (1871), de Meeran Moskee (1904) en de vuurtoren bij bastion Utrecht (1938).

## Geschiedenis

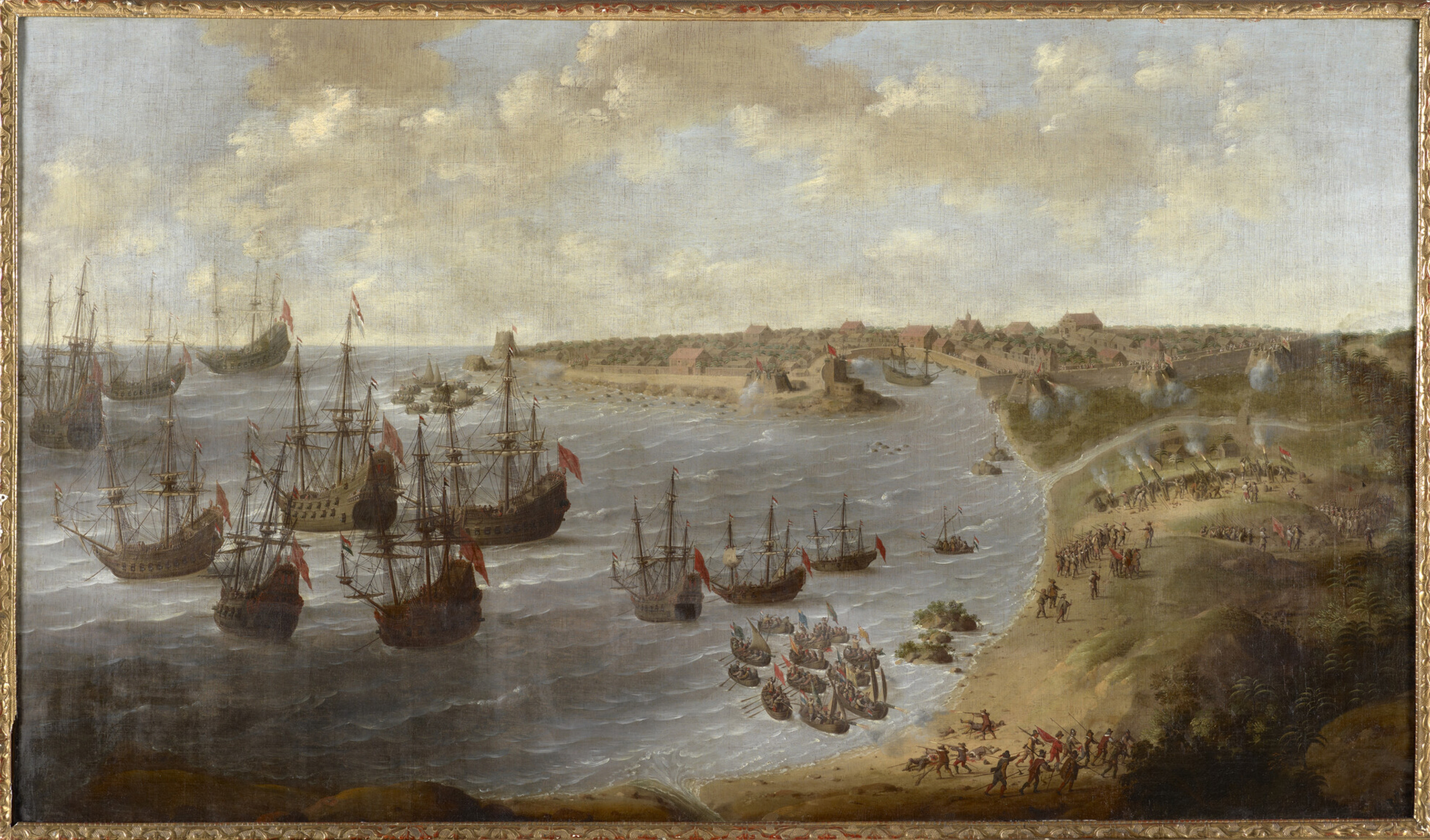
Het beleg van Galle in 1640.

Ceylon was een van de weinige plekken ter wereld waar kaneel groeide. Een ideale plek dus om een monopolie te vestigen. Het zuid-westen, van Negombo tot aan Matara, was de meest vruchtbare streek. De Portugezen hadden zich hier eind 16de eeuw al gevestigd, en het in verval verkerende Singalese rijk van Kotte, niet ver van het huidige Colombo, als heersers vervangen, zeker nadat de laatste koning van Kotte zijn rijk officieel aan de Portugezen had nagelaten. Het Singalese machtsvacuum werd opgevuld door het rijk van Kandy in het binnenland, dat na de aankomst van de eerste expeditie van Van Spilbergen in 1601 de VOC te hulp riep om de Portugezen van de kust te verdrijven. Anders dan de Portugezen was de VOC namelijk, als particulier bedrijf, in principe niet gericht op verovering en bekering maar op handel en wederzijds voordeel.
De afspraak met de koning van Kandy, Raja Singha II, was dat de VOC zou helpen de Portugese forten te veroveren en ze dan overhandigen aan de koning om te worden afgebroken. Zo ook Galle, dat werd veroverd als resultaat van de expeditie van Philip Lucasz in 1639. Lucasz zelf werd echter ziek en ging terug naar Batavia (hij stierf voor hij daar aankwam). Het commando ging over op vice-commandeur Willem Coster. Duizenden soldaten en geschut werden aan land gezet in Unawatuna, aan de overkant van de baai. Het goed gefortificeerde Galle werd vanaf daar dagenlang beschoten en uiteindelijk na man-tegen-mangevechten in de straten op 13 maart 1640 veroverd, waarbij zware verliezen werden geleden.

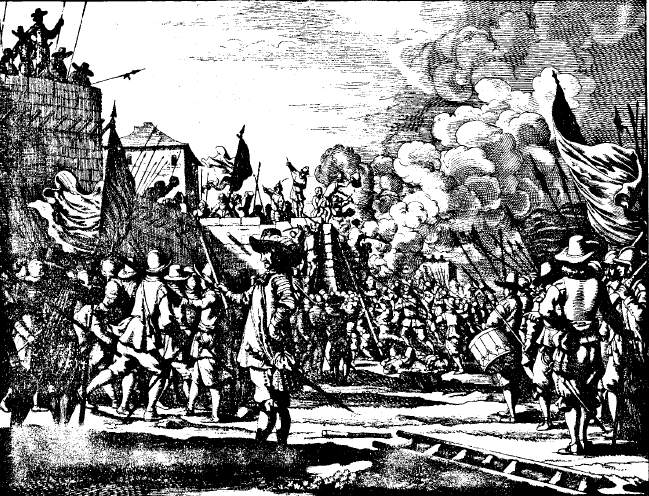
De bestorming van Galle. Prent uit 1672.

Coster zelf reisde naar Kandy, waar hij ruzie kreeg met de koning. De forten in Trincomalee en Batticaloa aan de oostkust waren weliswaar overhandigd en afgebroken maar het fort in Negombo niet. De koning had namelijk niet meegeholpen in de strijd en weigerde ook mee te betalen aan de oorlogskosten. Op de terugweg werd Coster in de val gelokt en vermoord. Ook het fort van Galle werd toen niet overhandigd.
Tot 1658 bleef Galle het hoofdkwartier van de VOC in Ceylon. Na de verovering van Colombo verhuisde het bestuur en de residentie van de gouverneur daar naar toe. Galle had echter de betere haven. Waar de rede van Colombo onbeschermd was, zodat schepen er slechts korte tijd konden liggen, had Galle een natuurlijke beschermde haven, zij het dat de toegang bezaaid was met klippen en er een sterke stroming stond. Zeker de grote Oost-Indiëvaarders hadden dus meestal een loods nodig om binnen te komen, maar konden daarna het hele jaar door beschut voor anker en was er alle tijd voor laden en lossen en reparaties. Bijna alle in Ceylon arriverende schepen deden na Colombo ook Galle aan.
De tweede helft van de 17de eeuw was de glorietijd van Nederlands Ceylon. Onder de ambitieuze Rijckloff van Goens, die streefde naar een totaal handelsmonopolie in de hele regio, en ook de pepergebieden aan de Malabar en Coromandel kust van India op de Portugezen had veroverd, concurreerde het met Batavia om de positie van rendez-vous: de plek waar alle handelswaar uit Azië naar toe werd gebracht alvorens het met de retourvloot naar Nederland ging. Rond 1665 werd Ceylon door de Heren Zeventien officieel aangewezen als rendez-vous voor de handel op Zuid-India (textiel en peper) en Bengalen (salpeter). Dat betekende dat schepen met producten uit de hele westelijke regio konden varen naar Ceylon en vandaar rechtstreeks naar de Republiek. In deze tijd was Galle dus de op één na belangrijkste haven van de VOC.

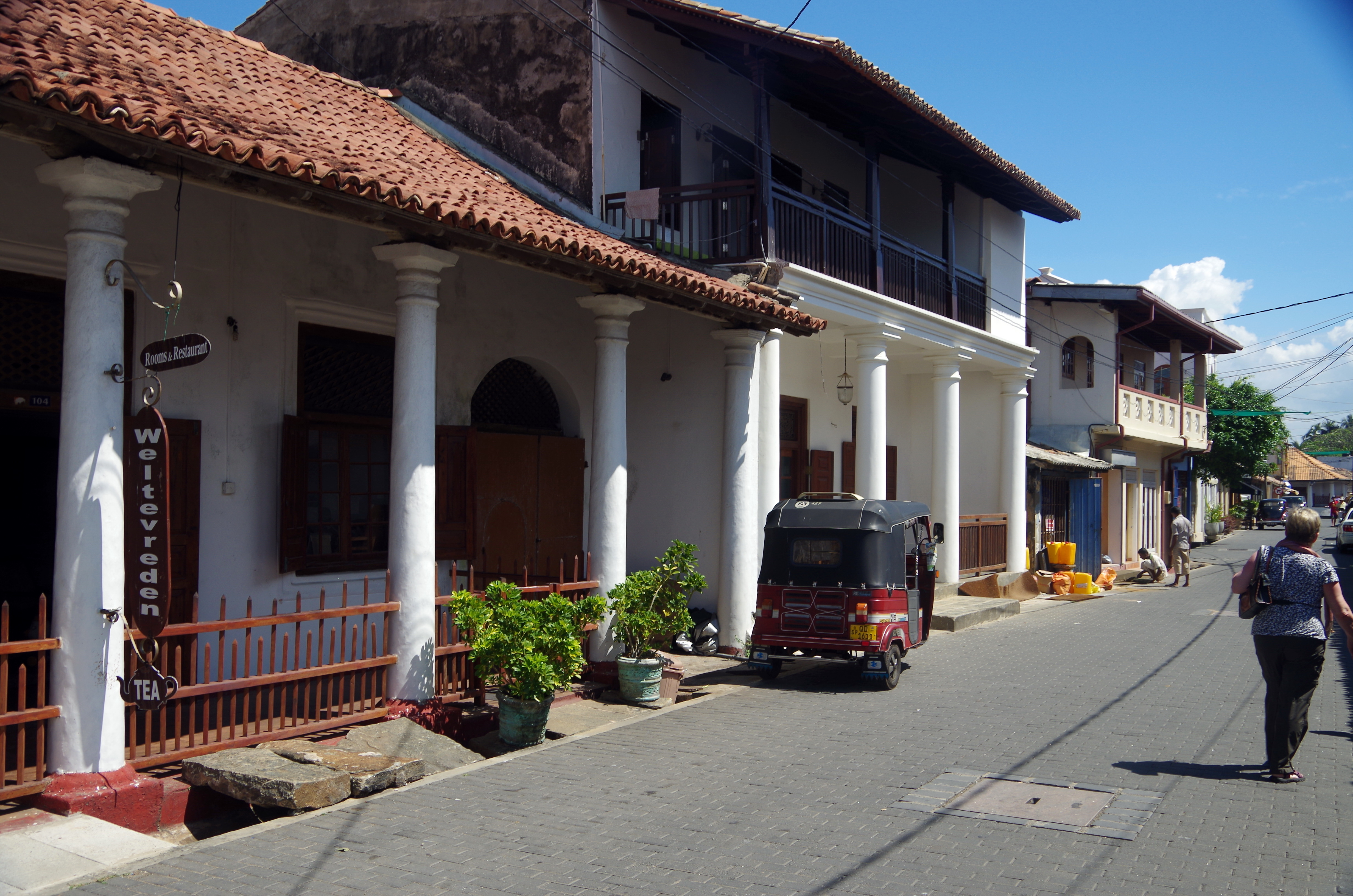
Koloniale huizen in Galle

Volgens Valentijns beschrijving van rond 1700 was het toen een drukke zeehaven ongeveer half zo groot als Batavia, met nette en regelmatige straten van aarde of gras, en veel mooie stenen gebouwen, kerken, waterputten in de meeste huizen, tuinen en een mooi vergezicht op de bergen in het oosten. In 1775 werd een nieuwe protestantse kerk in barokstijl gebouwd, de Groote Kerk, op aanstichten van gouverneur Van Imhoff en uitgevoerd door Van Gollenesse. Het originele orgel van de kerk is nog steeds aanwezig.
In februari 1796 kwam het fort in Britse handen toen de laatste Nederlandse commandeur, Diederich Thomas Fretz, door stadhouder Willem V, die na de Franse verovering van de Republiek naar Engeland was gevlucht, werd opgedragen om het fort aan de Engelsen te overhandigen.

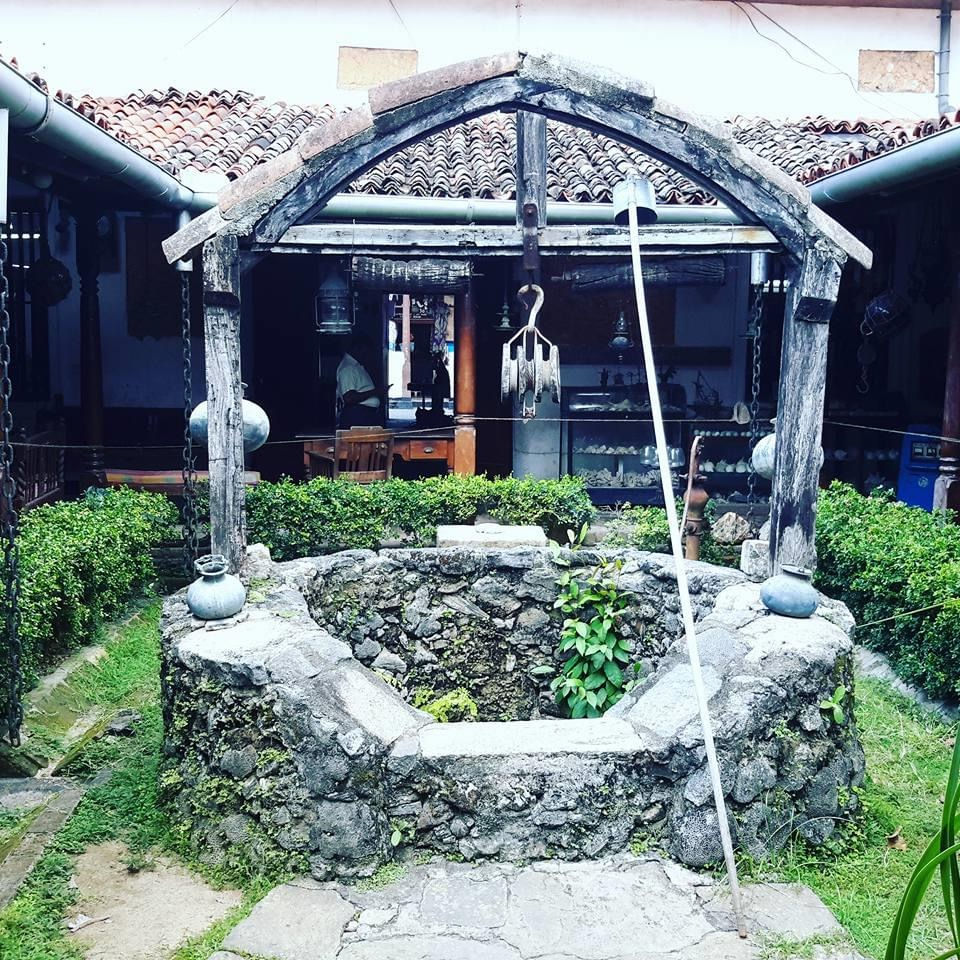
Waterput op een binnenplaats van een huis.

In de Britse tijd ging het economisch belang van de stad achteruit. Het had inmiddels een veel kleiner aandeel in de handel dan Colombo, waarvan de onbeschermde rede een steeds minder groot probleem voor schepen was en dat zich dichter bij de kaneel en koffieplantages bevond. Koffie had inmiddels kaneel verdrongen als belangrijkste exportproduct van Ceylon. (Nog later zou dat thee worden). De export van Galle bestond vooral uit kokosprodukten, vanwege de vele palmbomen in het achterland. De karakteristieke Nederlandse koloniale architectuur was nog steeds aanwezig. Het grootste gebouw was de Grote Kerk, en verder allemaal lage huizen met lange, diepe veranda's met pilaren en rode dakpannen. Er woonden toen al veel moslims, die zich vaak bezig hielden met de handel in edelstenen, en de veranda's dicht maakten zodat vrouwen in huis niet zichtbaar waren vanaf de straat. Koopvaardijschepen kwamen er nog steeds langs en boden de hotelletjes en de bazaars veel klandizie. Er waren veel vreemdelingen te zien op straat: Europeanen, Indiërs, Maleiers, Chinezen, Afrikanen, Perzen. boeddhisten, moslims en christenen. In 1837 werd onderwijs in de Nederlandse taal verboden, al is de invloed van deze taal nog altijd merkbaar.

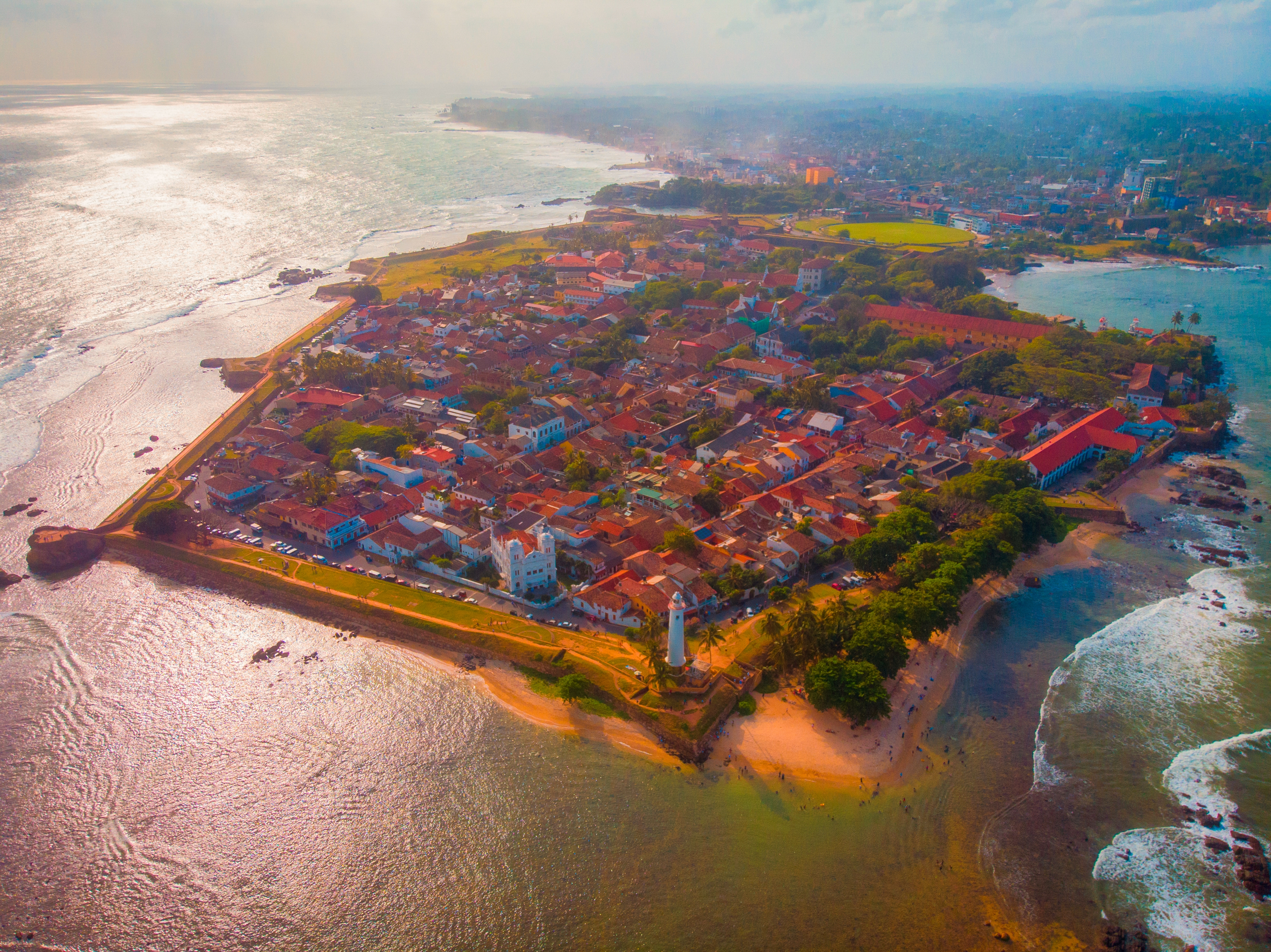
Galle vanuit de lucht gezien.

De economische ontwikkeling vond echter vooral plaats in de hoofdstad Colombo, terwijl die van Galle stil viel. Mede daardoor is het fort grotendeels bewaard gebleven. De stadsontwikkeling die er was kon ook veel makkelijker buiten de oude stad plaats vinden dan het geval was in Colombo, waar het fort in de 19de en 20ste eeuw grotendeels is afgebroken. Of misschien vond men de kolossale bastions te duur om af te breken, en heeft de vesting het stadje alsnog beschermd op een door de bouwers nooit voorziene wijze: tegen de nietsontziende opkomst van industrie en verkeer.
Zo is Galle van een drukke havenstad een slaperig provinciestadje geworden waarin de zeelieden vervangen zijn door toeristen. Het resultaat is een behoorlijk authentieke Nederlandse vestingstad in de tropen, met huizen waarin soms zelfs het meubilair nog origineel is, en die het land geld in het laatje brengt als culturele en toeristische bezienswaardigheid. Het staat op de werelderfgoedlijst van de UNESCO, als 'het beste voorbeeld van een gefortificeerde stad gebouwd door Europeanen in Zuid en Zuidoost Azie, die de interactie laat zien tussen Europese bouwstijlen en Zuid-Aziatische tradities'. Bovendien beschermden de muren de oude stad tijdens de Tsunami van 2004. Het fort raakte toen licht beschadigd.
Het fort kent nog een aantal Nederlandstalige straatnamen, zoals de Moorse Kramerstraat, de Zeeburgstraat, Middelpuntstraat en de Kerkstraat.   

## Galerij

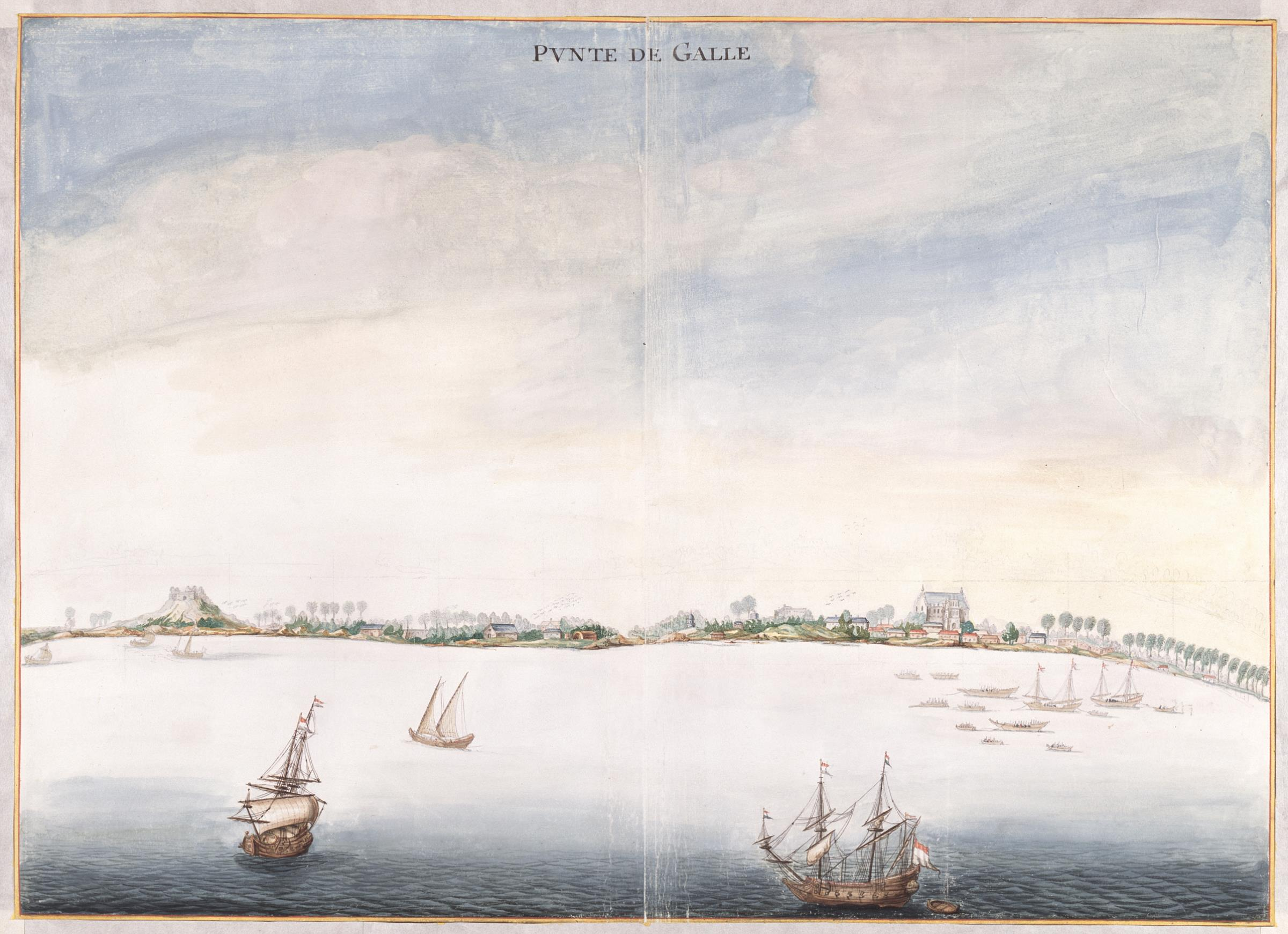
Gezicht op Galle ca. 1665.
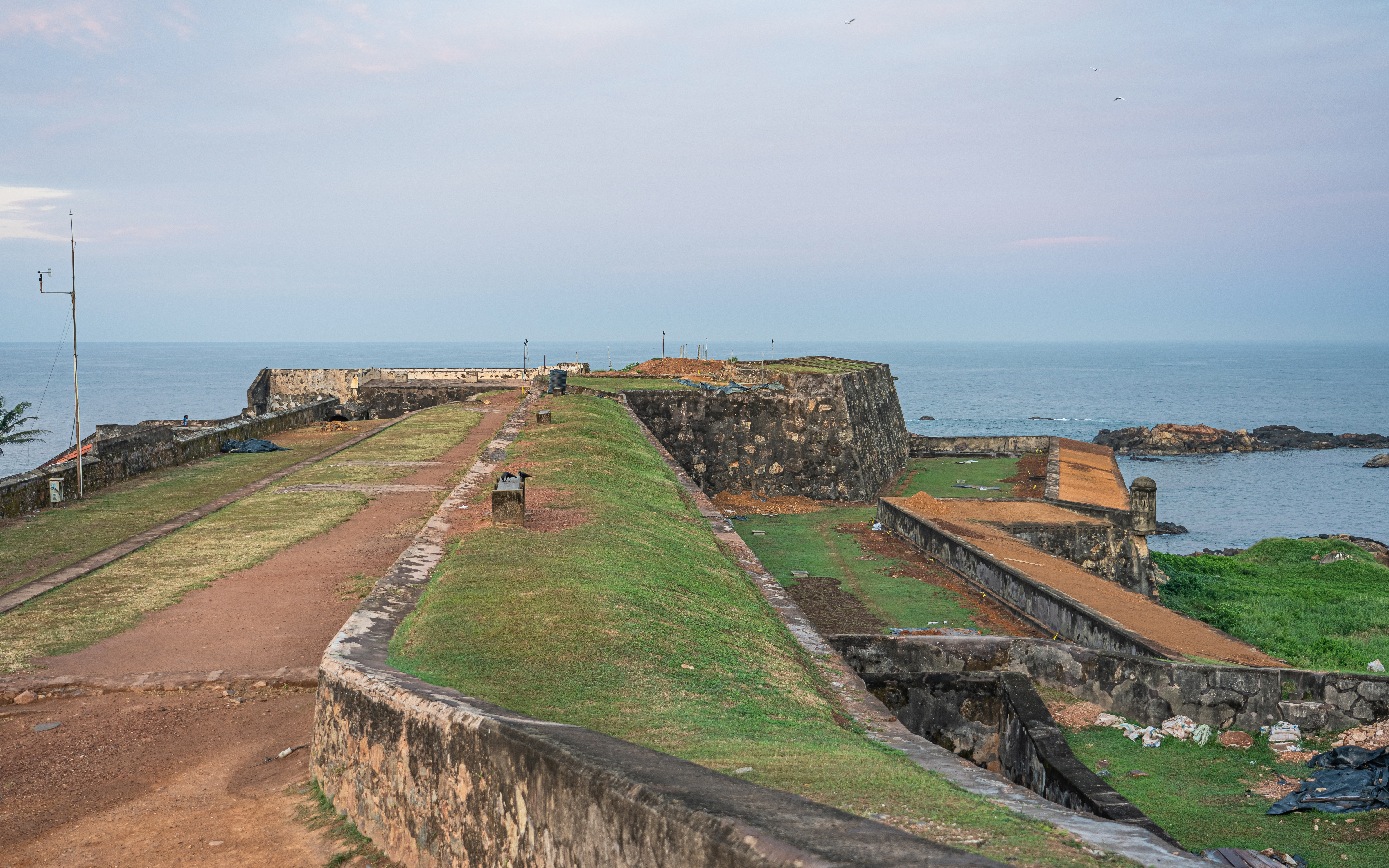
De zeezijde van het fort, kijkend vanaf Maan bastion naar Ster.
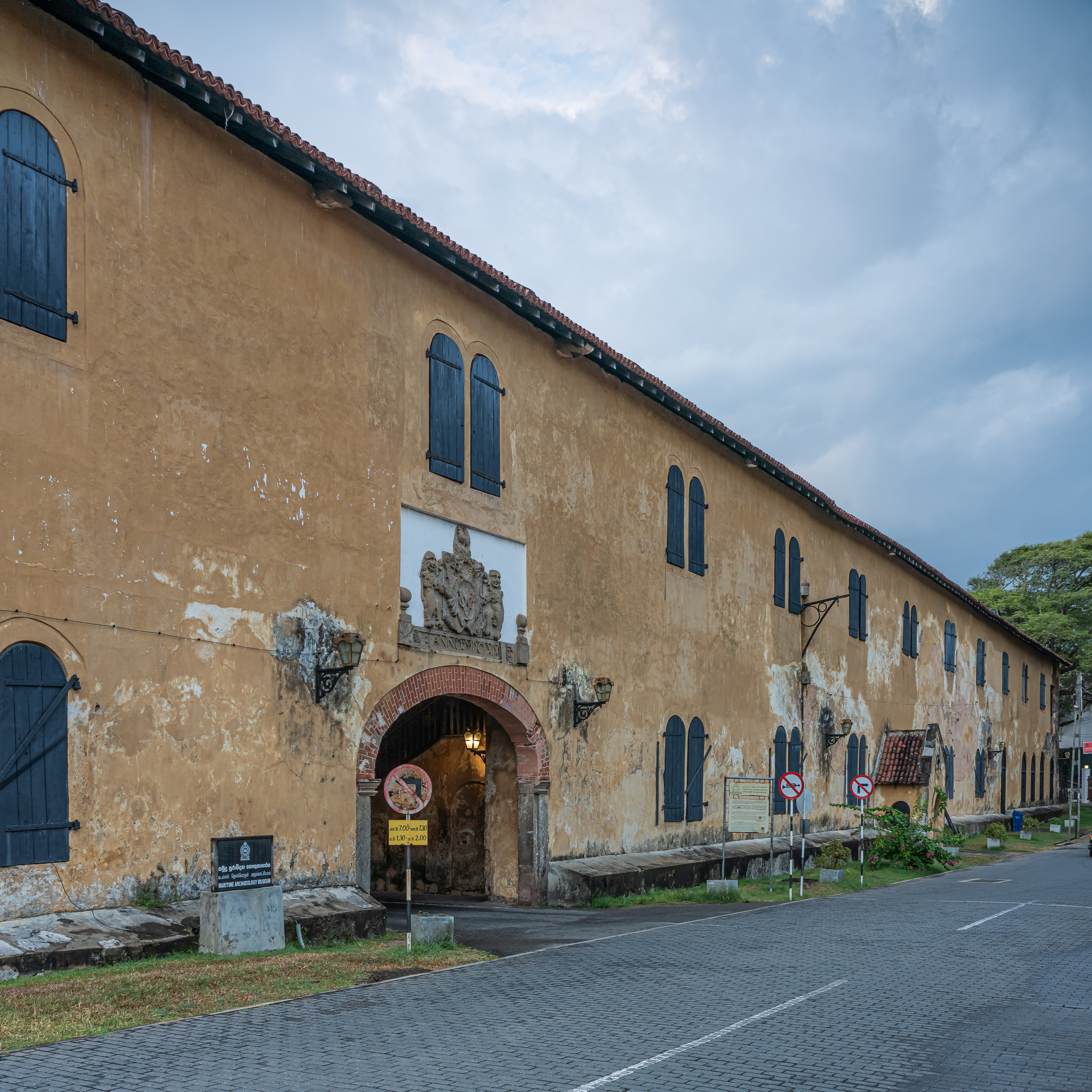
De oude poort van de binnenkant gezien, met het VOC logo.
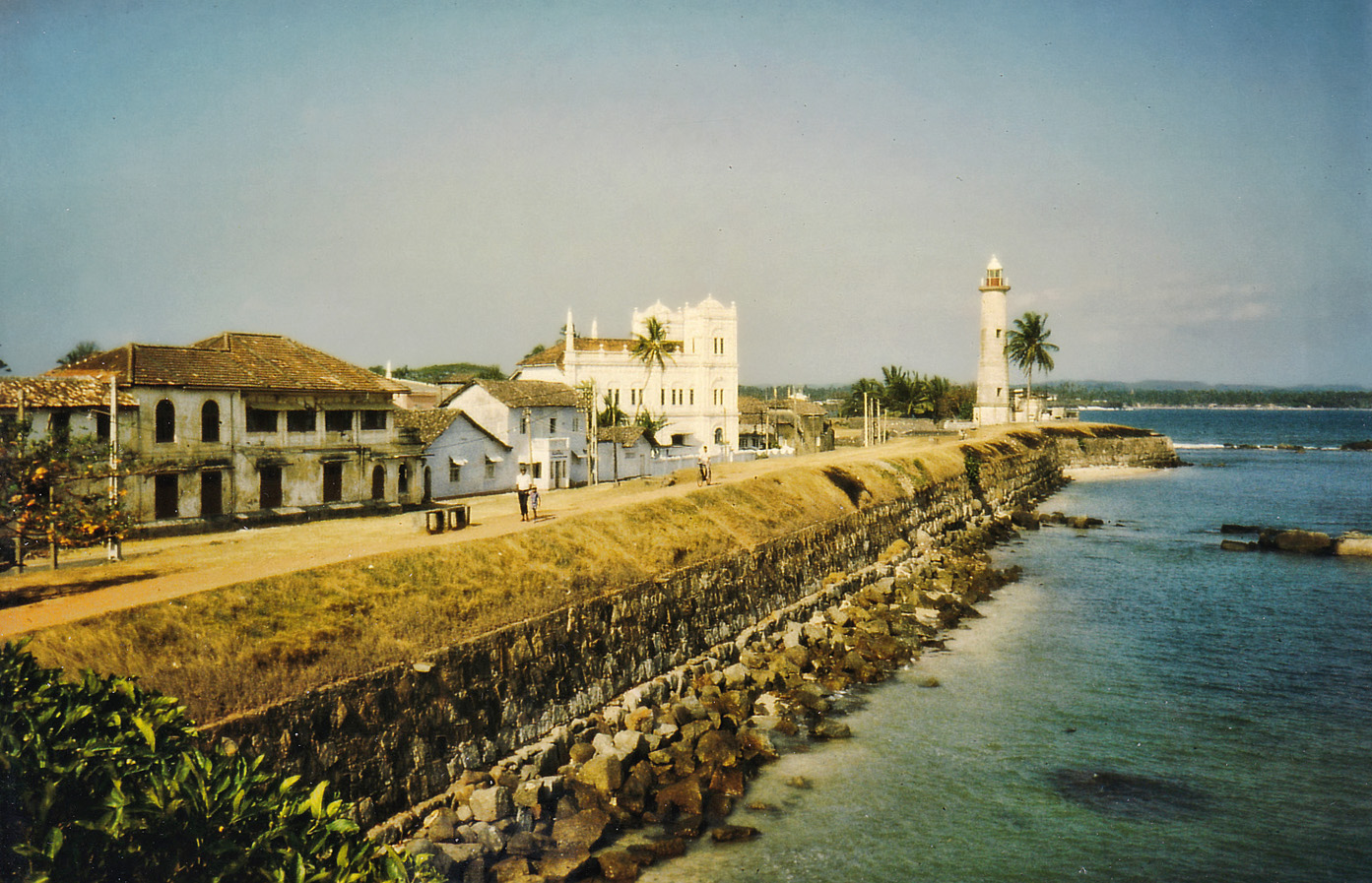
Muur van het fort, met de Britse vuurtoren op bastion Utrecht.
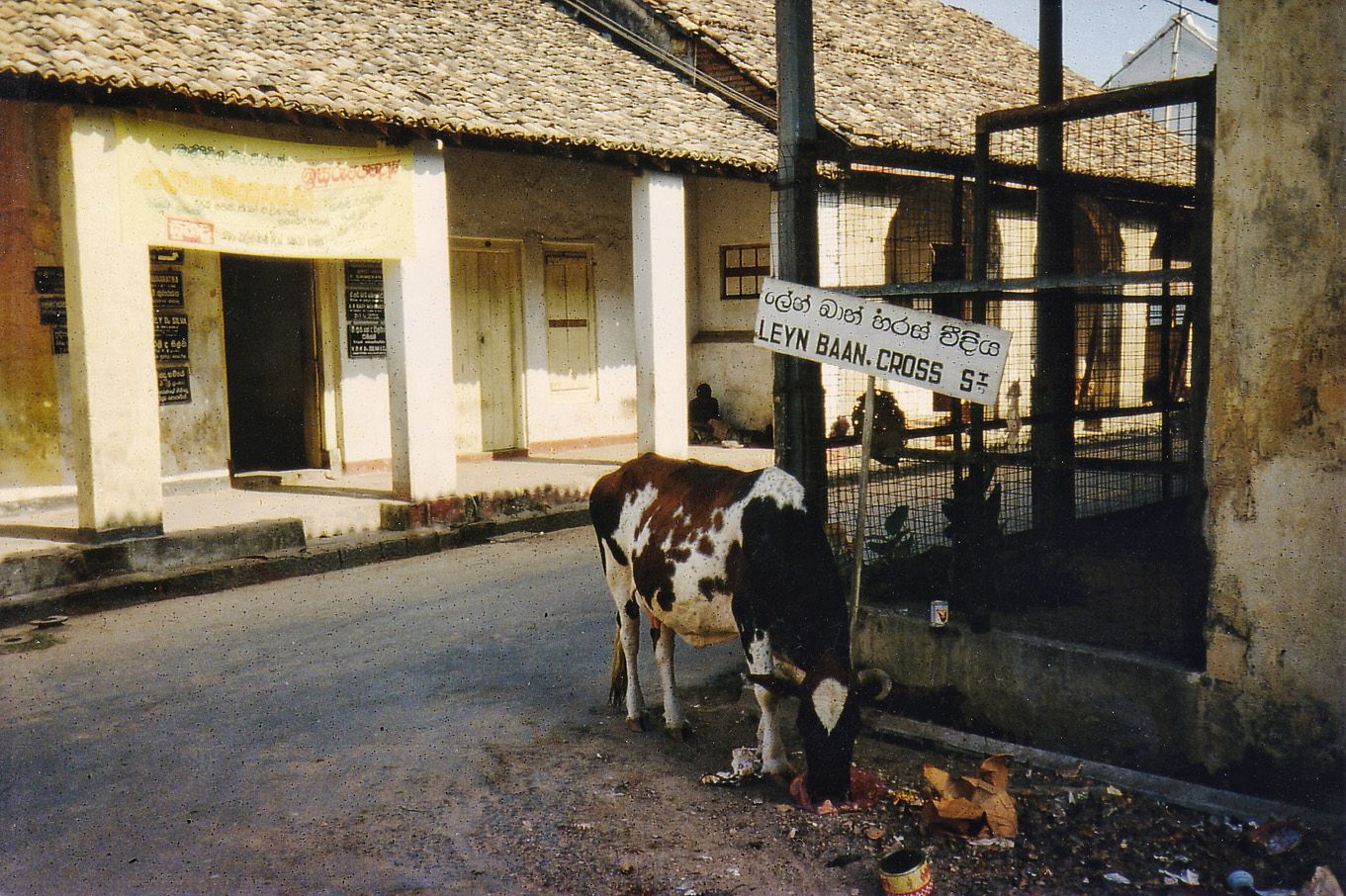
Leynbaan Cross street in het fort.
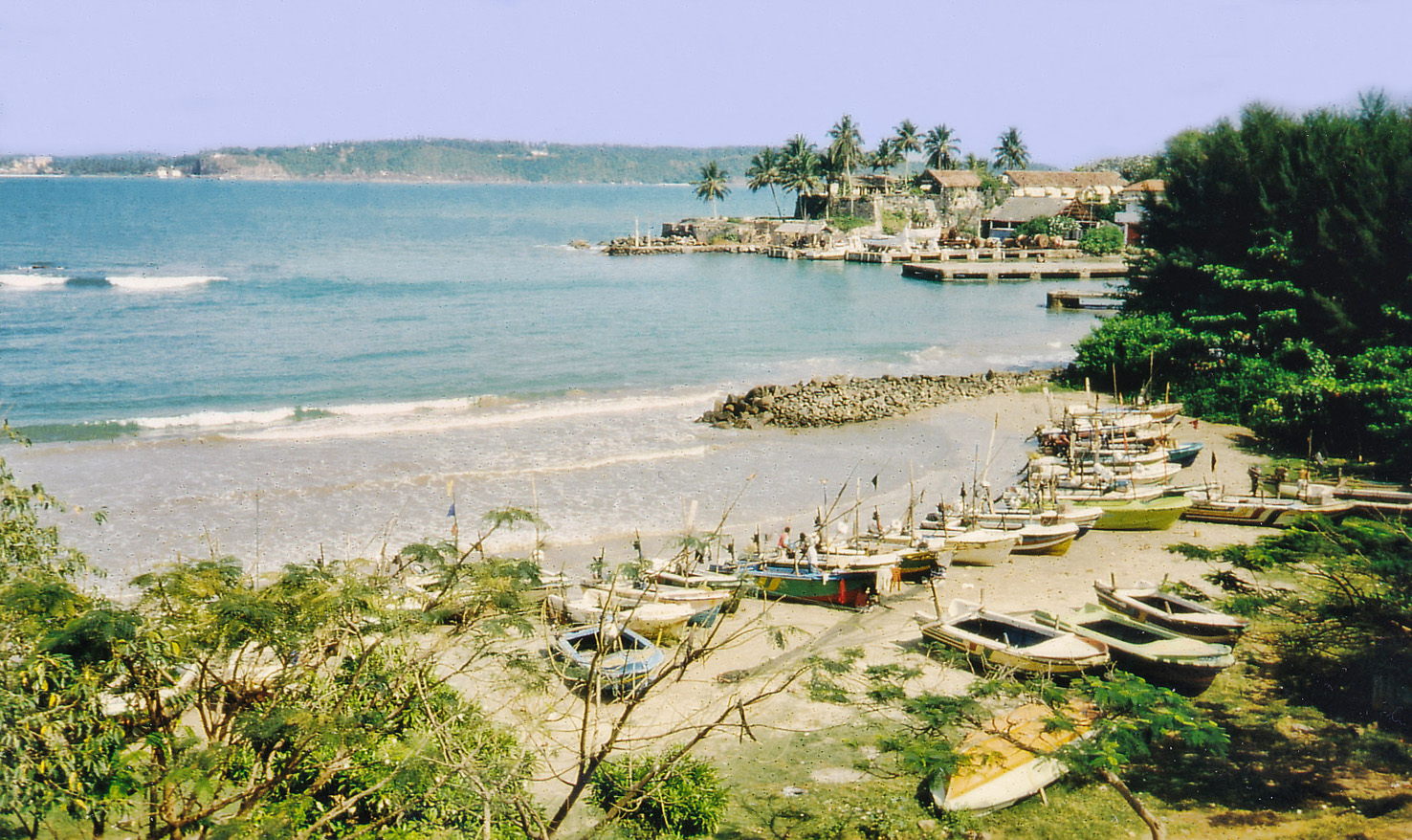
De oude haven met aan de overkant bastion Zwart.
De oude haven van Galle in 1862.
Fort Galle in 1698. Uit het reisverslag van gouverneur Gerrit de Heere.
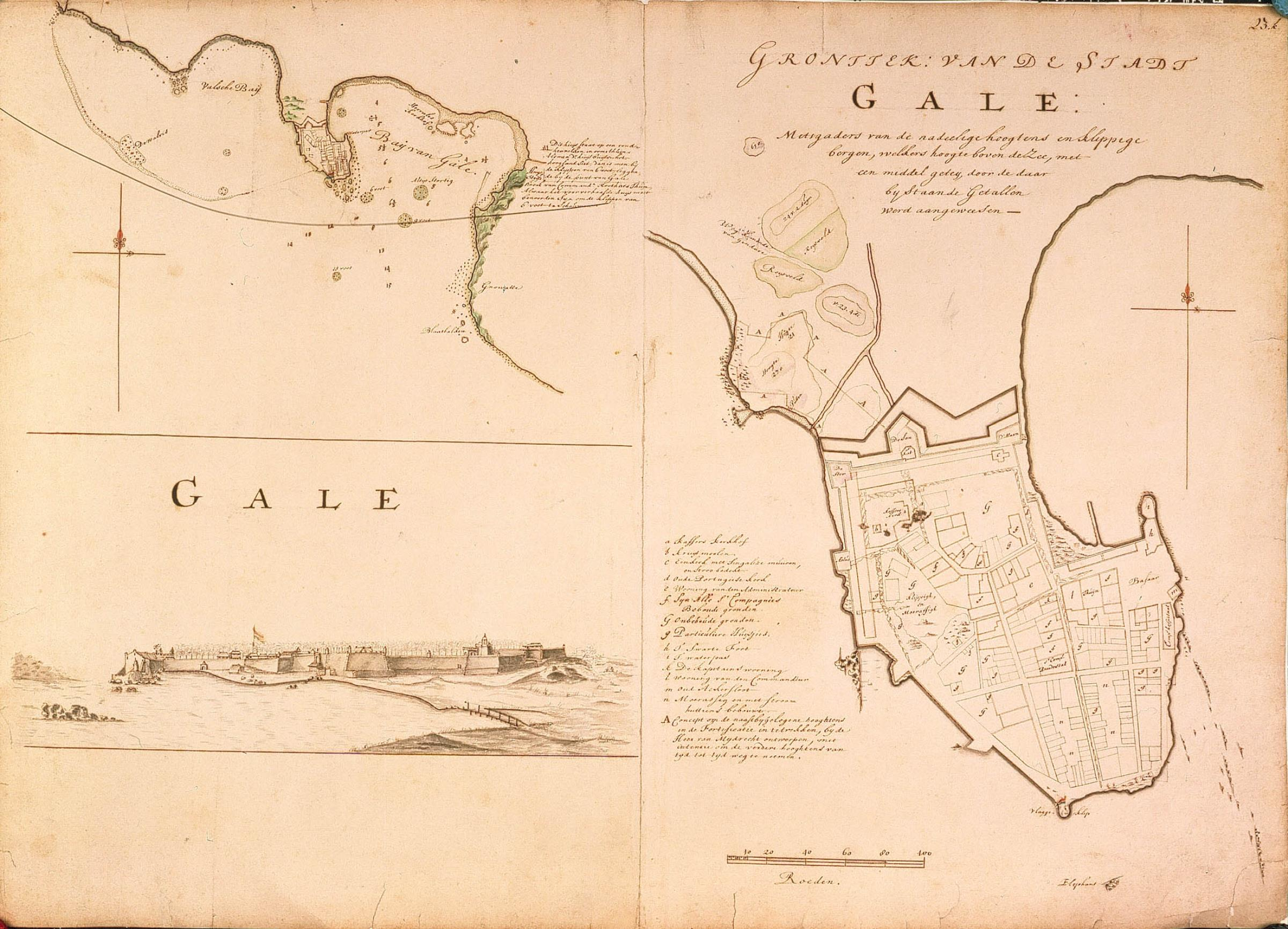
Kaart van Isaac de Graaff van tussen 1690 en 1743
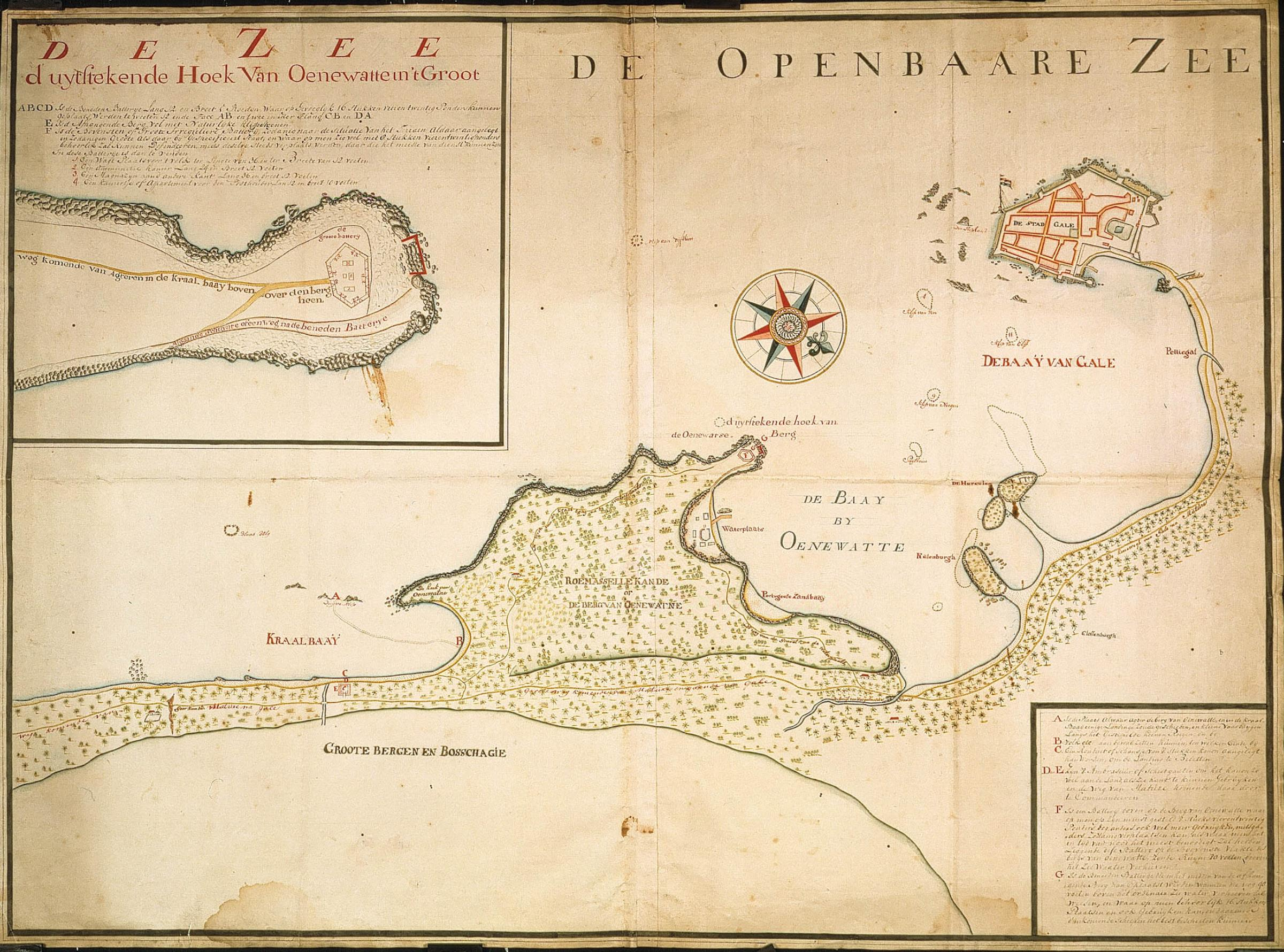
De baai van Galle en de baai van Unawatuna
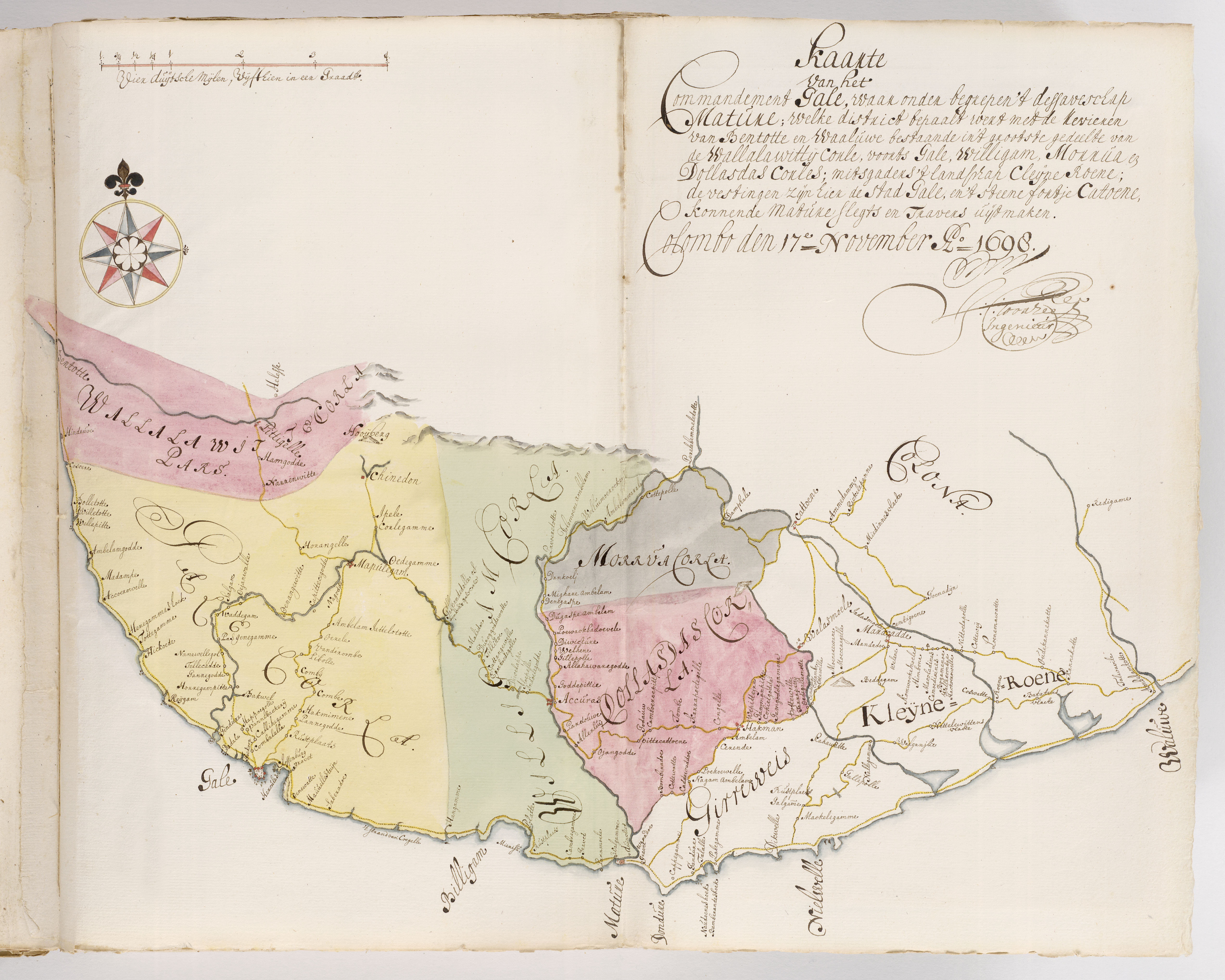
Het commandement Galle en het district Matara. Gebied bestuurd door de VOC. Kaart uit 1698.